# Carex sadoensis
Carex sadoensis är en halvgräsart som beskrevs av Adrien René Franchet. Carex sadoensis ingår i släktet starrar, och familjen halvgräs. Inga underarter finns listade i Catalogue of Life.